# Исахая Итигаку
Исахая Итигаку (яп. 諫早 一学, 21 октября 1827 — 17 декабря 1895) — самурай княжества Сага периодов Эдо и Мэйдзи, 16-й глава рода Исахая, член Палаты пэров Японии (1890—1892).

## Биография
Родился 21 октября 1827 года как четвёртый сын Исахаи Сигэхиро, 12-го владетеля деревни Исахая.
В 1862 году после смерти племянника, Исахаи Такэхару, Итигаку стал главой семьи. Все главы Исахаи традиционно занимали пост каро, старшего советника, княжества Сага и участвовали в проимператорском движении. После реставрации Мэйдзи, когда вспыхнули мятежи самураев, восстания в Саге и Сацуме, возглавил бывших вассалов Саги, поддержав правительственные войска. В 1884 году стал ключевой фигурой в создании Банка Исахая. 29 сентября 1890 года был избран членом Палаты пэров от крупных налогоплательщиков, но 7 октября 1892 года подал в отставку.
Исахая Итигаку умер 17 декабря 1895 года в возрасте 68 лет. Благодаря его заслугам в подавлении самурайских восстаний, его приёмному сыну и наследнику Иэтаке в 1897 году был пожалован титул барона (дансяку).
Был женат на Эн (Мёсё-ин), старшей дочери Набэсимы Наотомо, даймё Хасуноикэ.

## Награды
- Медаль Почёта с жёлтой лентой (27 декабря 1887)[3]